# Compte de dépôt obligatoire
 (août 2024).
La mise en forme du texte ne suit pas les recommandations de Wikipédia : il faut le « wikifier ».
Les points d'amélioration suivants sont les cas les plus fréquents :
- Les titres sont pré-formatés par le logiciel. Ils ne sont ni en capitales, ni en gras.
- Le texte ne doit pas être écrit en capitales (les noms de famille non plus), ni en gras, ni en italique, ni en « petit »…
- Le gras n'est utilisé que pour surligner le titre de l'article dans l'introduction, une seule fois.
- L'italique est rarement utilisé : mots en langue étrangère, titres d'œuvres, noms de bateaux, etc.
- Les citations ne sont pas en italique mais en corps de texte normal. Elles sont entourées par des guillemets français : « et ».
- Les listes à puces sont à éviter, des paragraphes rédigés étant largement préférés. Les tableaux sont à réserver à la présentation de données structurées (résultats, etc.).
- Les appels de note de bas de page (petits chiffres en exposant, introduits par l'outil «  Source ») sont à placer entre la fin de phrase et le point final[comme ça].
- Les liens internes (vers d'autres articles de Wikipédia) sont à choisir avec parcimonie. Créez des liens vers des articles approfondissant le sujet. Les termes génériques sans rapport avec le sujet sont à éviter, ainsi que les répétitions de liens vers un même terme.
- Les liens externes sont à placer uniquement dans une section « Liens externes », à la fin de l'article. Ces liens sont à choisir avec parcimonie suivant les règles définies. Si un lien sert de source à l'article, son insertion dans le texte est à faire par les notes de bas de page.
- La présentation des références doit suivre les conventions bibliographiques. Il est recommandé d'utiliser les modèles {{Ouvrage}}, {{Chapitre}}, {{Article}}, {{Lien web}} et/ou {{Bibliographie}}. Le mode d'édition visuel peut mettre en forme automatiquement les références.
- Insérer une infobox (cadre d'informations à droite) n'est pas obligatoire pour parachever la mise en page.

Pour une aide détaillée, merci de consulter Aide:Wikification.
Si vous pensez que ces points ont été résolus, vous pouvez retirer ce bandeau et améliorer la mise en forme d'un autre article.
Le compte de dépôt obligatoire est un type de compte bancaire spécifique utilisé par les notaires en France, tout comme le compte de disponibilités courantes. Il est ouvert auprès de la Caisse des Dépôts et Consignations (CDC) et sert à domicilier les fonds des clients des notaires, par exemple lors d’une succession ou d’une transaction immobilière, qui restent détenues à l'issue d'un délai de trois mois.
Lorsque les sommes sont transférées d’un compte de disponibilités courantes vers un compte de dépôt obligatoire, on dit qu’elles sont consignées.

## Compte de disponibilités courantes vs comptes de dépôts obligatoires

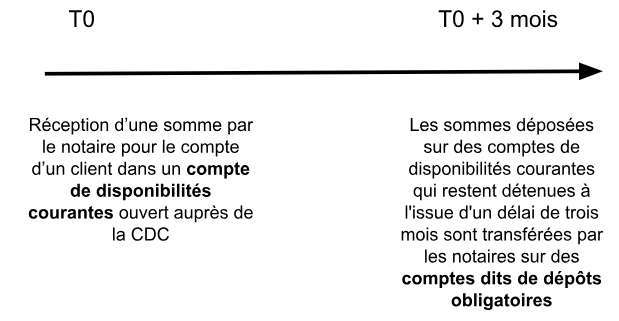
Compte de disponibilités courantes vs. comptes de dépôts obligatoires

## Rémunération des comptes de dépôts obligatoires
Les sommes déposées par les notaires sur leurs comptes de dépôts obligatoires ouverts à la Caisse des dépôts et consignations portent intérêt sur la base d'un taux nominal de 0,30 %.
Les intérêts sont décomptés par affaire et sont versés à la clôture de chaque affaire considérée sur le compte de disponibilités courantes du notaire, ouvert aussi à la Caisse des dépôts et consignations.

## Polémiques
Les intérêts générés par les sommes  déposées par les notaires (que ce soit sur le compte de dépôt obligatoire ou sur le compte de disponibilités courantes) doivent revenir au client.
Toutefois, selon un article de Capital, de nombreuses études gardent tout ou partie des intérêts, permettant aux notaires de garder en moyenne 17 000€ par étude en 2015 (le taux était alors de 1%).Les raisons pour lesquelles des intérêts peuvent être gardés par les notaires sont les suivantes : 
- Le fait de garder des intérêts des comptes de disponibilités courantes est considérée comme une “pratique” par les notaires, certains la justifiant en qualifiant la retenue de l’argent comme “frais de gestion” ou du fait de complexité comptable.
- La CDC et consignation alerte les notaires des affaires dont les fonds n'ont pas été mouvementés depuis plus de trois mois, alors que les textes réglementaires prévoient un transfert des sommes déposées sur des comptes de disponibilités courantes qui restent détenues à l'issue d'un délai de trois mois - quand bien même les sommes auraient fait l'objet de mouvements dans les trois mois[5].
- La Cour des comptes écrivait en 2015 : “Les règles de répartition des intérêts perçus sur les fonds de tiers, déposés par les notaires, entre ces derniers et les propriétaires des montants déposés, sont insuffisamment respectées.” Toutefois, ces pratiques étaient facilitées à l’époque par le fait que les transferts du compte de disponibilités courantes au compte de dépôts obligatoires s'opéraient manuellement au sein de la comptabilité des offices[6].

1. ↑  Décret n°45-0117 du 19 décembre 1945
2. ↑  Arrêté du 28 juin 2021 fixant le taux et les modalités de calcul de rémunération des sommes versées par les notaires sur les comptes de dépôts obligatoires ouverts à la Caisse des dépôts et consignations consulté en août 2024
3. ↑  Conformément à l'article 546 du Code civil et l'article R444-66 du Code de commerce
4. ↑  Ces notaires empochent à votre place de gros revenus, publié le 05/08/2019 et consulté le 12/08/2024
5. ↑  Page 6 du Référé La Caisse des dépôts et consignations, banque du service public de la justice
6. ↑  Page 3 du Référé La Caisse des dépôts et consignations, banque du service public de la justice